# Dolores Cacuango
Dolorès Cacuango, surnommée Mama Dulu, née le 26 octobre 1881 à San Pablo Urco (canton de Cayambe) et morte le 23 avril 1971 à Yanahayco (Cayambe) est une dirigeante indigène emblématique de l'Équateur. Elle consacre sa vie à la défense de la langue kichwa, en particulier en créant les premières écoles bilingues (kichwa-espagnol), et à la lutte des indigènes pour l'accès à la terre, faisant partie des fondateurs de la FEI (Fédération Équatorienne des Indiens). Après avoir passé toute sa vie dans la pauvreté, elle est aujourd'hui reconnue comme une pionnière dans la lutte pour les droits des indigènes en Équateur,,. Une nouvelle espèce de serpent découverte en 2023 et probablement endémique à l'Équateur fut nommé Tropidophis cacuangoae en son honneur.